# Fejdolas z Koryntu
Fejdolas z Koryntu (gr. Φειδώλας) – zwycięzca zawodów jeździeckich na igrzyskach olimpijskich w 512 p.n.e.
Zgodnie z informacją przekazaną przez Pauzaniasza (Wędrówka po Helladzie VI 13,9-10) podczas wyścigów konnych w Olimpii należąca do niego klacz imieniem Aura tuż po starcie zrzuciła z grzbietu jeźdźca, pobiegła jednak dalej i wygrała wyścig. Sędziowie przyznali Fejdolasowi zwycięstwo i pozwolili mu wystawić posąg Aury.